# Zaporojți, Mirhorod
Zaporojți (în ucraineană Запорожці) este un sat în comuna Cerkașceanî din raionul Mirhorod, regiunea Poltava, Ucraina.

## Demografie
Componența lingvistică a localității Zaporojți
     Ucraineană (100%)
Conform recensământului din 2001, toată populația localității Zaporojți era vorbitoare de ucraineană (100%).